# Satyrus gynomorpha
Satyrus gynomorpha är en fjärilsart som beskrevs av Ramon Agenjo Cecilia 1963. Satyrus gynomorpha ingår i släktet Satyrus och familjen praktfjärilar. Inga underarter finns listade.